# Berenice und Lucilla
Berenice und Lucilla, oder Das tugendhafte Lieben ist eine Barock-Oper in drei Akten von Christoph Graupner. Das Libretto schrieb Osiander nach einer italienischen Vorlage von Aurelio Aureli. Es basiert auf dem vielfach vertonten Libretto Lucio Vero von Apostolo Zeno. Graupner schuf das Werk in seiner Funktion als Hofkomponist am Hofe des Landgrafen von Hessen-Darmstadt für die Karnevalsaison 1710. Die Uraufführung fand am 4. März 1710 in Darmstadt statt.
Die Oper ist vorwiegend in deutscher Sprache geschrieben, enthält aber auch einige Arien in italienischer Sprache. Die Arie der Berenice „Der Himmel pflanzt mein Glücke“ am Ende des dritten Aktes stammt von Graupners Arbeitgeber, dem Landgrafen Ernst Ludwig.

## Handlung
Der römische Kaiser Lucius Verus hat den Krieg gegen die Parther gewonnen und Berenice geraubt. Er will sie heiraten, obwohl er bereits Lucilla, der Tochter seines Mitkaisers Marc Aurel, versprochen ist. Berenice bleibt dem Kaiser gegenüber standhaft, denn sie ist bereits mit dem Partherkönig Vologesus verlobt. Bei dem Versuch, sich in den Kaiserpalast zu schleichen, wird er festgenommen. Im Verlauf der Handlung ruft Lucilla ihren untreuen Verlobten zur Raison, indem sie einen Aufstand gegen ihn anzettelt. Am Ende siegt die Moral, und Berenice heiratet Vologesus und Lucilla den Lucius Verus.

### Vorgeschichte
Der römische Kaiser Marc Aurel hatte Lucius Verus zu seinem Mitregenten und Nachfolger ernannt und ihm die Hand seiner Tochter Lucilla versprochen. Vologesus, der König der Parther war mit armenischen Königin Berenice verlobt. Als zwischen dem Partherreich und Rom Krieg ausbrach, zog Lucius als Kommandant ins Feld und besiegte die Parther. Vologesus fiel scheinbar in der Schlacht, wurde aber von seinen Leuten schwer verletzt gefunden und gerettet. Berenice dagegen wurde von den Römern gefangen genommen. Lucius Verus verliebte sich in sie und nahm sie mit sich nach Ephesus. Als der wiedergenesene Vologesus davon hörte, machte er sich inkognito ebenfalls auf den Weg nach Ephesus, um sie zu retten.

### Erster Akt
Lucius Verus beauftragt seinen Vertrauten Anicetus, Berenice zu holen. Er gesteht ihr seine Liebe. Das Gespräch wird von Vologesus belauscht. Er stürmt wütend hervor. Berenice erkennt ihren tot geglaubten Verlobten, verrät ihn aber nicht. Vologesus gibt sich als Gesandter des parthischen Königs aus. Er macht Lucius Vorwürfe, diesem nach der Krone und dem Leben auch seine Braut rauben zu wollen. Lucius lässt ihn festnehmen. Nun bringt sein Diener Nisus die Nachricht, dass Lucilla in Ephesus angekommen sei. Lucius ist darüber nicht gerade erfreut. Berenice jedoch ist erleichtert, dass Vologesus noch lebt und bittet Nisus, sie allein mit dem Gefangenen sprechen zu lassen. Er gestattet es ihr.
Am Hafen freuen sich Lucilla und Claudius über die Schönheit der Natur. Als Lucius Verus kommt, sagt Lucilla ihm, dass er in Rom vermisst wird, weil er sich nach seinem Sieg über die Parther schon ein Jahr lang nicht dort blicken lassen hat. Claudius verkündet den Befehl des Kaisers Marc Aurel, dass Lucius nun endlich Lucilla heiraten müsse. Andernfalls solle er auf die Kaiserwürde verzichten. Lucius heuchelt Lucilla vor, sie immer noch zu lieben. Claudius ist seine Verstellung allerdings nicht entgangen. Er nimmt sich vor, Lucilla zu rächen.
Nisus bringt Vologesus zu Berenice und entfernt sich mit den Wächtern. Sie und Vologesus bekräftigen ihre Liebe. Vologesus erzählt, wie er nach der Schlacht schwer verletzt von seinen Dienern gerettet wurde. Dieser Bericht wird von Anicetus belauscht. Nun kommen auch Lucius Verus, Lucilla und Claudius und überraschen die beiden. Lucius befiehlt, Vologesus sofort den Löwen vorzuwerfen. Berenice fällt entsetzt in Ohnmacht. Lucius ist bewegt von ihrem Schmerz und schenkt Lucius die Freiheit. Claudius und Lucilla fühlen sich verraten. Lucilla ist hin- und hergerissen zwischen ihrer Liebe zu Lucius und dem Verlangen nach Rache.

### Zweiter Akt
Im Garten bittet Lucius Claudius um Rat. Claudius rät ihr von Berenice ab, weil diese bereits verlobt sei. Nachdem er gegangen ist, kommt Anicetus in den Garten und macht Lucius Mut. Er habe die Macht alles zu tun, was er möchte. Rom müsse dazu schweigen. Als Nisus kommt, beauftragt Lucius ihn, Berenice zu holen. Anicetus soll zu Lucilla gehen, um ihr zu sagen, dass er seiner Neigung zu Berenice folgen wolle.
Lucius wirbt um Berenice und bietet ihr die Kaiserkrone an. Berenice lehnt jedoch ab und steht weiterhin zu Vologesus. Lucius bittet sie, noch einmal darüber nachzudenken und entfernt sich für kurze Zeit. Vologesus und Berenice unterhalten sich nun über ihre Hoffnung. Lucius hört Teile dieses Gesprächs und lässt Vologesus wieder verhaften. Nisus soll Berenice in sein Zimmer bringen und dort bewachen lassen.
Anicetus besucht Lucilla im kaiserlichen Zimmer und berichtet ihr von Lucius’ Entschluss, sie nicht zu heiraten. Insgeheim ist er selbst in Lucilla verliebt. Nachdem er gegangen ist, kommt Lucius. Er befiehlt seinen Wachen, Vologesus zu holen. Lucius gesteht Lucilla, dass er in Berenice verliebt ist. Lucilla ist enttäuscht, aber bereit, ihm zu vergeben. Sie verlässt das Zimmer. Nun wird der gefangene Vologesus herbeigeführt. Lucius lässt ihm die Fesseln abnehmen und bietet ihm an, sein Reich und seine Krone zurückzuerhalten, sofern er ihm Berenice überlässt. Andernfalls solle er den Zorn des Kaisers zu spüren bekommen. Vologesus lässt sich lieber wieder in Fesseln legen als darauf einzugehen.
Anicetus beschwört Berenice erneut, nachzugeben. Sie weist ihn jedoch weiterhin zurück. Lucius, der den Schluss des Gesprächs angehört hat, befiehlt erneut, Vologesus zu töten. Als Berenice ihn bittet, Vologesus noch einmal sehen zu dürfen, gestattet er es ihr – jedoch nur im Beisein von Anicetus. Lucius verbannt Lucilla und Claudius aus Ephesus.
Berenice und Anicetus kommen zu Vologesus ins Gefängnis und berichten ihm vom Todesurteil. Anicetus bittet ihn noch einmal vergeblich um Einsicht. Vologesus und Berenice ziehen es jedoch vor, gemeinsam zu sterben.

### Dritter Akt
Im Feldlager der Römer hetzen Lucilla und Claudius die Soldaten gegen Lucius auf, der die kaiserliche Tochter zugunsten einer abgesetzten Königin verlassen und das römische Recht verletzt habe. Die Soldaten sind bereit, ihnen zu folgen.
In einem schwarz verhängten Zimmer wirft Berenice Lucius sein tyrannisches Verhalten vor. Sie vermutet, dass Vologesus bereits hingerichtet wurde und verlangt, seinen Leichnam zu sehen. Von ferne ist Trauermusik zu hören. Ein Page bringt Berenice ein mit seinem schwarzen Tuch bedecktes Becken. Sie befürchtet, dass es den Kopf ihres Geliebten enthalten könne und enthüllt es erst nach längerem Zögern. In diesem Moment wird die Musik fröhlicher, und der Schauplatz verwandelt sich in ein kaiserliches Zimmer. Im Becken befindet sich eine Krone, die Lucius Berenice als Beweis für seine Liebe anbietet. Sie weist ihn wieder zurück. Lucius beauftragt nun Anicetus, Vologesus einen Dolch und Gift zu bringen, damit dieser seine Todesart wählen solle. Berenice bittet Lucius, an Vologesus Stelle sterben zu dürfen. Sie sei schließlich diejenige, die ihn erzürnt habe. Der Tod des Vologesus könne auch seinen eigenen Ruhm beflecken.
Von draußen erklingen Trompeten und Pauken. Nisus bringt die Nachricht vom Aufstand Lucillas und Claudius’. Das Volk hat sich den beiden angeschlossen. Lucius schickt Nisus ins Gefängnis, um Anicetus mitzuteilen, dass die Hinrichtung aufgeschoben werden muss. Er erlaubt Berenice, mitzugehen.
Claudius und Lucilla kommen mit den Aufständischen. Claudius fordert Lucius auf, die Krone niederzulegen. Dieser greift zum Degen. Bevor es aber zum Kampf kommt, greift Lucilla ein. Sie möchte noch einmal mit Lucius reden und bietet ihm an, ihm zu verzeihen und den Aufstand abzubrechen, wenn er endlich einsichtig wird. Er solle Berenice und Vologesus freilassen, Anicetus verbannen, Claudius verzeihen, sie lieben und dem Gesetz gehorchen. Lucius nimmt die Bedingungen an. Er und Lucilla versöhnen sich.
Berenice kommt mit einem blutbefleckten Dolch. Sie glaubt, Vologesus sei bereits hingerichtet worden und setzt an, sich mit dem Dolch ebenfalls zu erstechen. Vologesus erscheint und hindert sie im letzten Moment daran. Er erklärt ihr, dass das Blut am Dolch von Anicetus stammt. Als dieser in den Kerker gekommen war, um ihn vor die Wahl der Todesart zu stellen, hatte er den Dolch genommen und Anicetus damit getötet. Er ist bereit, die Strafe auf sich zu nehmen, doch Lucius erklärt, dass Vologesus seine gerechte Strafe erhalten habe. Er lässt die beiden frei. Die Oper endet in allgemeinem Jubel.

## Aufführungsgeschichte
In neuerer Zeit wurde das Werk im Oktober 2010 in der Orangerie Darmstadt mit der Darmstädter Hofkapelle und dem Konzertchor Darmstadt unter der musikalischen Leitung von Wolfgang Seeliger und der Regie von Sigrid T’Hooft wiederaufgeführt. Sänger waren 
Petra van der Mieden (Berenice), Bettina Ranch (Lucilla), David Pichlmaier (Lucius Verus), Jean-Pierre Ouellet (Vologesus), Richard Logiewa (Claudius), Christian Rathgeber (Anicetus) und Burkhard Hildebrandt (Nisus).